# Marija Petkowa
Marija Petkowa (buł. Мария Димитрова Петкова; z domu Wergowa (Вергова); ur. 3 listopada 1950 w Płowdiwie) – bułgarska lekkoatletka specjalizująca się w rzucie dyskiem, dwukrotna srebrna medalistka letnich igrzysk olimpijskich (Montreal 1976, Moskwa 1980).

## Sukcesy sportowe
- sześciokrotna mistrzyni Bułgarii w rzucie dyskiem – 1974, 1976, 1977, 1981, 1982, 1984[1]

| Rok  | Miasto   | Zawody                      | Konkurencja  | Wynik         |
| ---- | -------- | --------------------------- | ------------ | ------------- |
| 1975 | Rzym     | letnia uniwersjada          | rzut dyskiem | złoty medal   |
| 1976 | Montreal | letnie igrzyska olimpijskie | rzut dyskiem | srebrny medal |
| 1977 | Sofia    | letnia uniwersjada          | rzut dyskiem | złoty medal   |
| 1980 | Moskwa   | letnie igrzyska olimpijskie | rzut dyskiem | srebrny medal |
| 1982 | Ateny    | mistrzostwa Europy          | rzut dyskiem | srebrny medal |
| 1983 | Helsinki | mistrzostwa świata          | rzut dyskiem | brązowy medal |
| 1984 | Praga    | zawody Przyjaźń-84          | rzut dyskiem | 8. miejsce    |

## Rekordy życiowe
- rzut dyskiem – 71,80 – Sofia 13/07/1980 (rekord świata do 21/05/1983)[2]